# Veragres
Els veragres (llatí Veragri) foren un poble gal esmentat per Cèsar, que els situa al Valais (Suïssa) entre els nantuates i els seduns.
La seva ciutat principal fou Octodurus (Martigny) i per això de vegades són anomenats octodurencs (per exemple per Plini). Dió Cassi diu que habitaven els territoris entre els al·lòbroges i el llac Leman fins als Alps, però això no és correcte. Estrabó els anomena varagri, i els situa entre els caturiges i els nantuates; Plini els situa entre els seduns i els salasses, a la Vall d'Aosta. Tit Livi els situa als Alps al Gran Sant Bernat, que és el més acurat.
El 57 aC, durant la Guerra de les Gàl·lies, Juli Cèsar va enviar contra els nantuates, veragres i seduns a Servi Sulpici Galba, però la Legió XII Fulminata va haver d'abandonar Octodurus on havia de passar l'hivern, per la pressió enemiga fins al territori dels al·lòbroges.
Segons Plini el Vell, va ser una de les tribus que va conquerir August quan va vèncer les tribus alpines, i així ho fa constar a la transcripció que fa de la inscripció del Trofeu dels Alps.